# Сага о Гуине
«Сага о Гуине» (яп. グイン・サーガ Гуин са:га) — серия коротких фэнтези-романов в формате лайт-новел, написанных Каору Куримото. Выходит с 1979 года. Часть книг переведена на европейские языки, в том числе на русский: первый том был опубликован издательством «Астрель-СПб» в 2005 году. Изначально планировалось создание 100 томов «Саги», но на момент смерти автора в мае 2009 года их количество насчитывало 126, плюс 21 побочная история. Куримото занималась написанием 130 тома вплоть до 23 мая 2009 года, когда её болезнь не позволила продолжать работу.
Аниме-сериал The Guin Saga в жанре фэнтези, выходивший с 5 апреля 2009 года по 27 сентября 2009 года, был сделан режиссёром Ацуси Вакабаяси.

## Сюжет
Государство Паллос пало под набегом воинов империи Монгория. Королевская семья убита, лишь детям королевской четы — Линде и Лемусу удается сбежать. Придворный маг с помощью древней машины отправляет близнецов к их тете, однако злой рок помешал детям достигнуть цели. Линда и Лемус оказываются в центре вражеской территории. Спастись им помогает лишь таинственный воин с головой леопарда по имени Гуин. Вместе герои проходят через множество преград, находят друзей и наживают врагов.

## Персонажи
- Гуин — главный герой сериала — человек с головой леопарда, потерявший память, пытающийся понять кто он и откуда. Гуин высок, хорошо сложен, силен, в меру умен, мудр и рассудителен, многое знает о мире, но не может вспомнить откуда именно. Сопутствует главным героям на протяжении всего сериала, стараясь их защитить. Роль озвучивает Кэню Хориути.
- Линда (Ринда) — дочь короля и королевы Паллоса, старшая сестра Лемуса. Добрая и рассудительная девочка с даром оракула. Первое время старалась защитить робкого, нерешительного брата, но со временем эта потребность отпала. Должна выйти замуж за лорда Нариса. Питает нежные чувства к Иштвану. Роль озвучивает Май Накахара.
- Лемус (Ремус) — сын короля и королевы Паллоса, наследник престола. Робкий и пугливый пятнадцатилетний мальчик. В середине сериала попадает под влияние таинственного темного духа, после чего становится злым и циничным. Роль озвучивает Цубаса Ёнага.
- Иштван — наемник, по прозвищу "кровавый". Хорошо владеет различными видами оружия, ловок, хитер и изобретателен. Знакомится с героями в тюрьме Стафолоса. Мечтает стать королём, так как в детстве гадалка предрекла ему великую судьбу, увидев в руке младенца драгоценный камень. Влюблен в Линду. Роль озвучивает Синтаро Асанума.
- Суни — маленькая девочка из племени Сэн — обезьяноподобных людей, живущих на безжизненных равнинах Носферуса. Почти не умеет говорить. Роль озвучивает Саюри Яхаги.
- Лорд Нарис — принц Паллоса, сын брата покойного короля. Должен жениться на Линде. Красив, порой даже маскируется под девушку. Умелый стратег, хитер, коварен и в какой-то мере безжалостен. Легко играет людьми и их жизнями. Провел принцессу Монгории — Леди Амнелис, чем навлек на себя её ненависть. Роль озвучивает Юя Утида.
- Леди Амнелис — принцесса и главнокомандующий Монгории. Красивая девушка восемнадцати лет, самоуверенная и гордая. В начале сериала представляется сильной воительницей, никогда не снимающей доспехов, однако политический брак с Лордом Нарисом, а впоследствии и любовь к нему вынуждают принцессу сменить доспехи на изысканные платья. После того, как Амнелис понимает, что Лорд Нарис лишь использовал её чувства, обрезает волосы, сжигает платья и, собрав войско, едет убивать нерадивого принца. Затуманенный ненавистью разум не позволяет ей принять здравое решение, из-за чего битва оказывается проигранной, а принцесса попадает в плен. Роль озвучивает Акэно Ватанабэ.